# Janis Stielow
Janis Jörg Stielow (* 8. März 1995 in Stadthagen) ist ein ehemaliger deutscher Basketballspieler. Er gehörte zuletzt zum Aufgebot des Regionalligavereins VfL Stade. Zuvor stand er unter anderem beim Zweitligaverein Hamburg Towers und beim SC Rist Wedel unter Vertrag und spielte in der Juniorennationalmannschaft. Stielow kommt auf den Spielpositionen zwei (Shooting Guard) und drei (Small Forward) zum Einsatz, seine Körperhöhe beträgt 1,93 Meter.

## Laufbahn
Stielow spielte in der Jugend zunächst für den MTV Lüneburg und wechselte dann zur BG Harburg Hittfeld, mit der er 2009 in der Altersklasse U14 deutscher Meister wurde.
2009/10 spielte er in der Jugendmannschaft sowie in der Oberliga-Herrenmannschaft des VfL Pinneberg sowie für die Piraten Hamburg in der U16-Bundesliga JBBL. Für die Piraten war Stielow in den Folgejahren insgesamt bis zum Ende der Saison 2013/14 aktiv: zunächst in der JBBL, ab 2011 in der NBBL. In der Saison 2010/11 spielte er dann parallel dazu in Lüneburg im Herrenbereich und trat für den MTV Bad Bevensen Lüneburg in der 2. Regionalliga auf, erzielte dort in zehn Partien einen Punkteschnitt von 16,9.
Zur Saison 2011/12 schloss er sich dem SC Rist Wedel an und kam dort in der 2. Bundesliga Pro B sowie in der zweiten Herrenmannschaft (2. Regionalliga) zum Einsatz. Mit der U18-Jugendmannschaft Wedels gewann er im Mai 2012 Silber im deutschen Jugendpokal.
Anschließend wechselte er zur BG Halstenbek/Pinneberg und verstärkte die Spielgemeinschaft in der 1. Regionalliga (Saison 2012/13). Es folgte die Rückkehr zum SC Rist Wedel, mit dem er 2013/14 das Halbfinale der Pro B erreichte, zusehends mehr Spielanteile erhielt und zum Leistungsträger reifte.
Stielow unterschrieb für die Saison 2014/15 einen Vertrag bei den Hamburg Towers und lief für die neugegründete Mannschaft in ihrer ersten Saison in der 2. Bundesliga Pro A auf. Zugleich erhielt er im Rahmen einer Kooperation auch eine Spielberechtigung für den SC Rist Wedel, für den er also weiterhin in der 2. Bundesliga Pro B auflief. Aufgrund von Rückenproblemen musste er während der Saison monatelang pausieren.
Im Juli 2015 wurde sein Vertrag bei den Towers verlängert, er wurde für die Saison 2015/16 abermals mit einer zusätzlichen Lizenz für den SC Rist ausgestattet. Wiederum musste er wegen Rückenbeschwerden Teile der Saison aussetzen, im August 2016 gab er im Alter von nur 21 Jahren das Ende seiner Profikarriere bekannt. Sein Rücken halte den Belastungen des professionellen Basketballsports nicht stand, teilte Stielow mit.
Im Oktober 2017 kehrte er beim Regionalligaverein VfL Stade aufs Spielfeld zurück. Er spielte bis zum Ende der Saison 2018/19 für die Niedersachsen und ging danach aus beruflichen Gründen nach Südostasien. Später wurde er für ein Schifffahrtsunternehmen in Kopenhagen tätig.

## Nationalmannschaft
2010 wurde Stielow in die deutsche U15-Nationalmannschaft berufen und nahm am „North Sea Development Basketball Cup“ in Schweden teil. 2011 erhielt er einen Kaderplatz für die U16-Europameisterschaft in der Tschechischen Republik und kam während des Turniers zu neun Einsätzen im deutschen Nationaltrikot. 2014 bestritt er Länderspiele mit der U20-Nationalmannschaft.